# Roland Emmerich
Roland Emmerich, född 10 november 1955 i Stuttgart i Baden-Württemberg i dåvarande Västtyskland, är en tysk filmregissör, manusförfattare och filmproducent, som sedan början av 1990-talet även är verksam i USA. Han är mest känd för att ha regisserat storfilmerna Independence Day, The Day After Tomorrow och 2012.

## Biografi
Emmerich har i Tyskland fått smeknamnet "Das Spielbergle aus Sindelfingen" (sydtysk dialekt för "Lilla Spielberg från Sindelfingen", hans uppväxtby utanför Stuttgart). Han började som son till en affärsman sin karriär i hemlandet Tyskland och provade på målning, skulptur och skrivande innan han kom in på filmskolan i München. Hans examensarbete var avsett att vara en kortfilm men Emmerich, som tagit stort intryck av de amerikanska Star Wars–filmerna, valde att istället göra en avancerad science-fiction–långfilm, Das Arche Noah Prinzip, om en europeisk-amerikansk rymdstation i omloppsbana runt Jorden och varifrån man använder teknologi för att kontrollera vädret etc. på olika delar av Jorden och dess konsekvenser. Filmen öppnade filmfestivalen i Berlin 1984, nominerades till Guldbjörnen och blev en framgång, som visades i över 20 länder. Därefter bildade han tillsammans med sin syster, Ute Emmerich, filmbolaget Centropolis Film Works (senare Centropolis Entertainment) och började med henne som producent göra filmer på engelska i Tyskland, innan han slog sig ihop med den amerikanske skådespelaren Dean Devlin, med vilken han skrev och producerade ett flertal filmer, då de flyttade verksamheten till Hollywood. Där fick han inledningsvis uppdraget att regissera Vietnamkrigsfilmen Universal Soldier (1992) med bland andra Jean-Claude Van Damme och Dolph Lundgren. Den är tillsammans med Mel Gibson-krigsfilmen Patrioten (2000) de enda filmer han inte varit delaktig i manusarbetet med.
Genomgående för hans filmer är att de i en visionär och populariserad form handlar om övernaturliga ting, okända krafter, dolda sammanhang, som ofta återfinns inom science-fiction, New Age och alternativforskning. Många är så kallade katastroffilmer. Han har dock ofta fått kritik från olika håll för att behandla ämnena ytligt, med vissa vetenskapliga och historiska tveksamheter, men han menar sig också vilja föra ut existentiella världsfrågor för en större allmän medvetenhet och diskussion och samtidigt skapa populär massunderhållning. De flesta av hans filmer har blivit kassasuccéer och har dragit in miljarder dollar sammanlagt. För nyproduktionen av Godzilla (1998) fick han Publikens pris vid European Film Awards och för Independence Day fick han norska Amandaprisens "Bästa utländska film" 1996.

## Filmografi (urval)
- 1984 – Nedräkningen
- 1985 – Joey
- 1990 – Moon 44
- 1992 – Universal Soldier
- 1994 – Stargate
- 1996 – Independence Day
- 1998 – Godzilla
- 1999 – 13:e våningen (endast produktion)
- 2000 – Patrioten
- 2004 – The Day After Tomorrow
- 2008 – 10,000 BC
- 2009 – 2012
- 2011 – Anonym
- 2013 – White House Down
- 2016 – Independence Day: Återkomsten